# Велике Озерне
Велике Озерне (рос. Большое Озерное) — селище Багратіоновського району, Калінінградської області Росії. Входить до складу Гвардійського сільського поселення.
Населення — 73 особи (2015 рік).

## Географія
Селище розташоване за 2 км від районного центру — міста Багратіоновська, 38 км від обласного центру — міста Калінінграда та 1087 км від Москви.

## Історія
Мало назву Кляйн Заусґартен до 1946 року.

## Населення
За даними перепису 2010 року, у селі мешкало 73 осіб, з них 29 (39,7 %) чоловіків та 44 (60,3 %) жінок. Згідно з переписом 2002 року, у селі мешкало 50 осіб, з них 22 чоловіків та 28 жінок.

## Пам'ятки
У селищі збереглися:
- Пам'ятний хрест на полі битви під Пройсіш-Ейлау.